# Jimmy Labeeu
Jimmy Labeeu, né le 27 octobre 1995, est un vidéaste web et acteur belge.  
Sa chaîne YouTube comptabilise plus de 2 millions d'abonnés en 2023.

## Biographie

### Enfance
Jimmy Labeeu est originaire de La Louvière.

### Carrière
De 2019 jusqu'à 2022, il anime le talk show web Le QG avec Guillaume Pley. Ce talk-show est également diffusé en fin de semaine vers 1h du matin sur la chaîne Belge AB3.

## Filmographie

### Cinéma
- 2015 : Les Dissociés
- 2016 : Le Correspondant : Malo
- 2016 : Tamara : Wagner
- 2017 : Rattrapage : Dylan Maurice
- 2018 : Gaston Lagaffe : Jules-de-chez-Smith-en-face
- 2018 : Tamara Vol.2 : Wagner
- 2023 : BDE

### Séries télévisées
- 2019 : Osmosis (série télévisée) : Ilyes